# Хохотушка
«Хохотушка» (англ. Smiley Face) — приключенческая комедия режиссёра Грегга Араки. Премьера фильма состоялась 21 января 2007 года на фестивале независимого кино «Сандэнс», в широком прокате — 16 января 2008 года во Франции. Рабочим названием фильма было «Мэри Уорнер», главную роль должна была исполнить Вайнона Райдер.

## Сюжет
Слоган фильма: «High. How are you?»
Комедия повествует об одном дне юной бездельницы, которая съела несколько кексов с начинкой из марихуаны. Она пытается так выстроить свой день, чтобы у неё получились все запланированные дела. Но всё идёт наперекосяк. Счёт в банке аннулирован, её преследует какой-то парень, полиция гоняется за ней.

## В ролях
| Актёр           | Роль                 |
| --------------- | -------------------- |
| Адам Броди      | дилер Стив           |
| Анна Фэрис      | Джейн Ф.             |
| Джейн Линч      | режиссёр по кастингу |
| Джон Красински  | Бревин               |
| Джон Чо         |                      |
| Дэвид Голдман   |                      |
| Дэнни Мастерсон | сосед Стива          |
| Джейма Мейс     | актриса              |
| Наташья Уильямс | мотоциклистка        |